# Rödrot
Rödrot (Galax urceolata) är en fjällgröneväxtart som först beskrevs av Jean Louis Marie Poiret, och fick sitt nu gällande namn av Richard Kenneth Brummitt. Rödrot ingår i släktet rödrötter, och familjen fjällgröneväxter. Inga underarter finns listade i Catalogue of Life.